# De zoetgeurende tuin
De zoetgeurende tuin of De welriekende weide waar de geest zich kan verblijden (Arabisch: الروض العاطر في نزهة الخاطر  Al-Rawd al-atir fi nuzhat al-khatir) is een erotische handleiding geschreven in de eerste helft van de 15e eeuw door Abu Abdullah Mohammed ben Umar al-Nafzawi. Het wordt soms de Arabische Kamasoetra genoemd.

## Geschiedenis

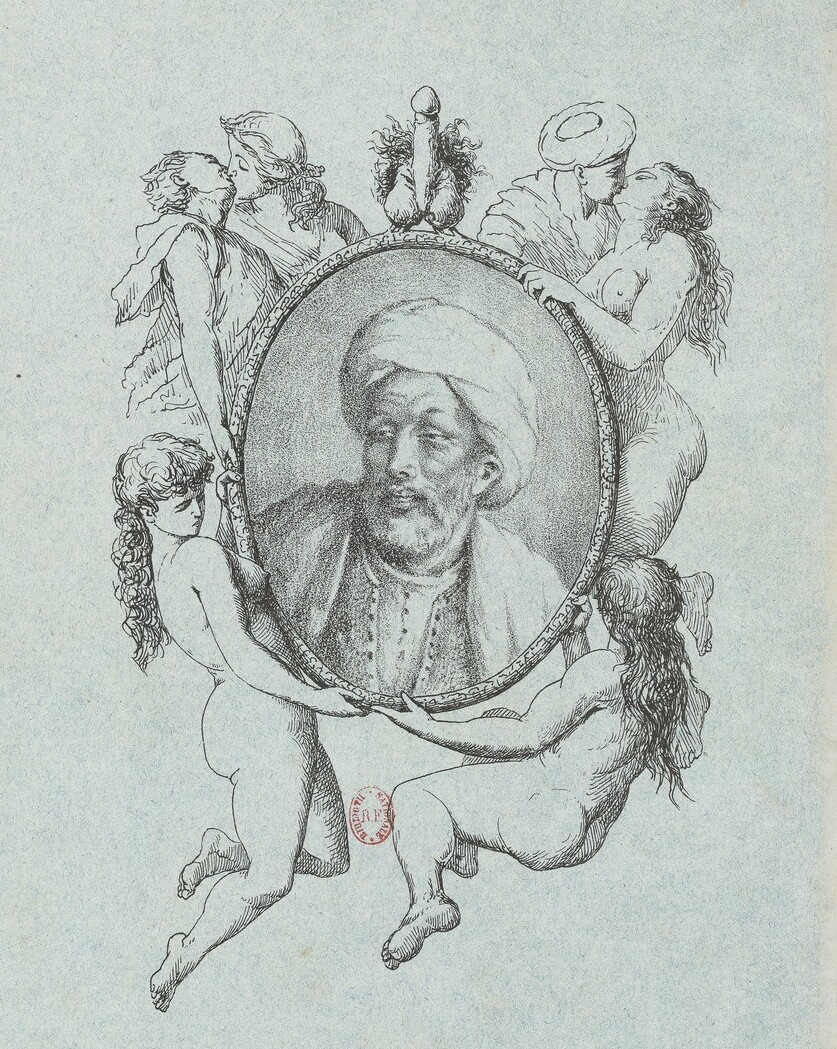
Fantasieportret van al-Nafzawi in de Franse editie van 1850

Afgaand op zijn nisba behoorde Al-Nafzawi tot de Berberstam Nefzaoua, die leefde in het zuiden van het huidige Tunesië. Hij schreef het werk op verzoek van Mohammed ibn Awana al-Zawawi, grootvizier van kalief Abu Faris Abd al-Aziz II. Het valt te dateren tussen 1410 en 1434. 
In 1850 raakte het boek in het Westen bekend door een Franse vertaling, bezorgd door een in Algerije gestationeerde officier. Het laatste hoofdstuk was bekort vanwege het taboe op homoseksualiteit. De herziene versie van deze Franse vertaling (1886) werd door Richard Francis Burton nog hetzelfde jaar overgezet naar het Engels, waarbij hij zich toevoegingen uit andere bronnen veroorloofde, in het bijzonder in het zesde hoofdstuk over seksuele technieken. Vervolgens maakte Burton nog een vertaling uit de Arabische grondtekst, maar deze werd vóór publicatie door zijn weduwe Isabel verbrand.
In verschillende landen is De zoetgeurende tuin gecensureerd. Van 1929 tot 1968 is het boek in Australië verboden geweest.

## Het boek
Het boek bestaat uit een voorwoord en 21 hoofdstukken. Het bevat vertellingen over ontmoetingen tussen mensen en hun seksualiteit. Veelvuldig wordt het geloof of de aanwezigheid van god aangehaald. Het doel ervan is het individu te informeren over onder meer “gepaste” seksuele gebruiken en uitgebreide “technische” informatie over de soorten en maten van vrouwelijke en mannelijke geslachtsorganen. Ook seksuele posities worden beschreven – hoewel de schrijver de lezer in zijn fantasie vrij laat – alsmede een lijst met synoniemen van de geslachtsorganen en de daad. Hiermee heeft het boek raakvlakken met de Kamasoetra.
Omdat het boek uit een Arabische maatschappij komt, is het vanuit mannelijk oogpunt geschreven. Er wordt op situaties ingegaan als het verleiden – en daarna het behouden – van een vrouw. De man moet een vrouw voor zich “winnen”. Een vrouw moest zich uiterlijk zo mooi mogelijk presenteren. Schoonheidsidealen waren dikke(re) vrouwen met grote, beetje droeve ogen en mannen met een grote penis.
De schrijver gaat ervan uit dat vrouwen net zoveel van seks dienen te genieten als mannen. Er wordt dan ook een sterke nadruk gelegd op de bevrediging van de vrouw.
Anders dan in de westerse (christelijke) literatuur was seks destijds in de Arabische wereld een belangrijk, maar ook fatsoenlijk gegeven. Seks werd omschreven als iets moois, een geschenk uit de hemel. Dit in tegenstelling tot de christelijke literatuur, waar seks als iets “vies” beschouwd werd (zie: Seksualiteit in de middeleeuwse literatuur).

## Muzikale varia
- In 1923 schreef de Engelse componist Kaikhosru Shapurji Sorabji Le jardin parfumé (alternatieve titel: The Perfumed Garden, Poem for piano solo).
- Omnium Gatherum, een Finse melodische deathmetalband, schreef ook een nummer "The Perfumed Garden", dat is uitgebracht op hun album "Spirits and August Light" in 2003

## Editie
- Ar-Rauḍ al-ʿāṭir fī nuzhat al-ḫāṭir, ed. Ǧamāl Ǧumʿa. Riad El-Rayyes, Londen, 1993

## Vertalingen
- (fr)  Cheikh Nefzaoui. Traduit de l'arabe par monsieur le baron R***, capitaine d'État-Major, 1850
- (fr)  Le jardin parfumé du cheikh Nefzaoui. Manuel d'érotologie arabe (XVIe siècle), vert. Isidore Liseux, 1886
- (en)  The Perfumed Garden by Cheikh Nefzaoui. A Manual of Arabian Erotology (XVI. Century), vert. Richard Francis Burton, 1886
- (fr)  Umar Ibn Muhammad Nafzawi, La prairie parfumée ou s'ébattent les plaisirs, vert. René R. Khawam, 1976
- (nl)  Kama Soetra, vert. J.F. Kliphuis en H.J. ten Broecke, 1984 (uit Burtons Engelse vertaling onder de titel Tuin der lusten)
- (en)  Muhammad ibn Muhammad al-Nafzawi, The Perfumed Garden of Sensual Delight, vert. Jim Colville, 1999
- (nl)  Arnoud Vrolijk (red.), De taal der Engelen. 1250 jaar klassiek Arabisch proza, 2002 (fragment)
- (de)  Der duftende Garten zur Erbauung des Gemüt. Ein arabisches Liebeshandbuch, vert. Ulrich Marzolph, 2002